# Saison 2014-2015 des Raptors de Toronto
La saison 2014-2015 des Raptors de Toronto est la 20e saison de la franchise en NBA. Cette année, les Raptors espèrent battre leur record de franchise qui est de 48 victoires. Elle porte de grands espoirs en cette équipe en pointant au sommet de la Conférence Est avec un total de 23 victoires contre 7 défaites en date du 28 décembre 2014.

## Draft
| Tour | Choix | Joueur          | Poste | Nationalité | Provenance                       |
| ---- | ----- | --------------- | ----- | ----------- | -------------------------------- |
| 1    | 20    | Bruno Caboclo   | SF    | Brésil      | Esporte Clube Pinheiros (Brésil) |
| 2    | 37    | DeAndre Daniels | SF    | États-Unis  | Connecticut                      |
| 2    | 59    | Xavier Thames   | SG    | États-Unis  | San Diego                        |

## Classements

### Conférence
| Conférence Est | Conférence Est         | Conférence Est | Conférence Est | Conférence Est | Conférence Est | Conférence Est | Conférence Est |
| No             | Franchise              | Vic.           | Déf.           | MJ             | MR             | % V/D          | RV             |
| -------------- | ---------------------- | -------------- | -------------- | -------------- | -------------- | -------------- | -------------- |
| 1              | Hawks d'Atlanta        | 60             | 22             | 82             | 0              | 73,2%          | -              |
| 2              | Cavaliers de Cleveland | 53             | 29             | 82             | 0              | 64,6%          | 7              |
| 3              | Bulls de Chicago       | 50             | 32             | 82             | 0              | 61,0%          | 10             |
| 4              | Raptors de Toronto     | 49             | 33             | 82             | 0              | 59,8%          | 11             |
| 5              | Wizards de Washington  | 46             | 36             | 82             | 0              | 56,1%          | 14             |
| 6              | Bucks de Milwaukee     | 41             | 41             | 82             | 0              | 50,0%          | 19             |
| 7              | Celtics de Boston      | 40             | 42             | 82             | 0              | 48,8%          | 20             |
| 8              | Nets de Brooklyn       | 38             | 44             | 82             | 0              | 46,3%          | 22             |
|                |                        |                |                |                |                |                |                |
| 9              | Pacers de l'Indiana    | 38             | 44             | 82             | 0              | 46,3%          | 22             |
| 10             | Heat de Miami          | 37             | 45             | 82             | 0              | 45,1%          | 23             |
| 11             | Hornets de Charlotte   | 33             | 49             | 82             | 0              | 40,2%          | 27             |
| 12             | Pistons de Détroit     | 32             | 50             | 82             | 0              | 39,0%          | 28             |
| 13             | Magic d'Orlando        | 25             | 57             | 82             | 0              | 30,5%          | 35             |
| 14             | 76ers de Philadelphie  | 18             | 64             | 82             | 0              | 22,0%          | 42             |
| 15             | Knicks de New York     | 17             | 65             | 82             | 0              | 20,7%          | 43             |

### Division
| Division Atlantique   | V  | D  | MJ | % V/D | GB | Dom   | Ext   | Div  | Conf  |
| --------------------- | -- | -- | -- | ----- | -- | ----- | ----- | ---- | ----- |
| Raptors de Toronto    | 49 | 33 | 82 | 59,8% | -  | 27-14 | 22-19 | 11-5 | 33-19 |
| Celtics de Boston     | 40 | 42 | 82 | 48,8% | 9  | 21-20 | 19-22 | 12-4 | 28-24 |
| Nets de Brooklyn      | 38 | 44 | 82 | 46,3% | 11 | 19-22 | 19-22 | 10-6 | 24-28 |
| 76ers de Philadelphie | 18 | 64 | 82 | 22,0% | 31 | 12-29 | 6-35  | 2-14 | 12-40 |
| Knicks de New York    | 17 | 65 | 82 | 20,7% | 32 | 10-31 | 7-34  | 5-11 | 11-41 |

## Saison régulière
| Saison régulière Total: 49-33 (Domicile: 27-14; Extérieur: 22-19) |

Les Raptors ont profité d'un calendrier favorable en début de saison pour atteindre la première place dans la Conférence Est pour la première fois dans l'histoire de la franchise avec leur meilleur départ avec 9 victoires et 2 défaites. Ils ont perdu leur première place l'histoire de quelques heures après une défaite contre les Bulls de Chicago, mais ont repris leur première place un match plus tard qui a été suivi de six victoires consécutives. Les Raptors sont restés comme leader de la Conférence Est mais le 28 novembre 2014 ils l'ont perdu lors d'une défaite contre les Mavericks de Dallas (106-102) qui a stoppé leur record a 13 victoires contre 3 défaites. En plus de la défaite ils ont surtout perdu leur joueur en forme du moment DeMar DeRozan qui c'est déchiré le tendon de l'adducteur gauche lors du troisième quart temps.
Le calendrier a été annoncé le 13 août.
- Le 25 mars 2015, après une défaite contre les Bulls de Chicago, l'équipe se qualifie pour les playoffs.
- Le 27 mars 2015, après une victoire contre les Lakers de Los Angeles, l'équipe est assurée d'être championne de division.

## Confrontations
| Conférence Est      | Conférence Est                            | Conférence Est                            | Conférence Est                            | Conférence Est                            | Conférence Ouest                          | Conférence Ouest                          | Conférence Ouest                          |
| Division Atlantique | Division Atlantique                       | Division Atlantique                       | Division Atlantique                       | Division Atlantique                       | Division Nord-Ouest                       | Division Nord-Ouest                       | Division Nord-Ouest                       |
| Équipe              | Domicile                                  | Domicile                                  | Extérieur                                 | Extérieur                                 | Équipe                                    | Domicile                                  | Extérieur                                 |
| ------------------- | ----------------------------------------- | ----------------------------------------- | ----------------------------------------- | ----------------------------------------- | ----------------------------------------- | ----------------------------------------- | ----------------------------------------- |
| Boston              | 109–96                                    | 116-117 (OT)                              | 110–107                                   | 93-95                                     | Denver                                    | 112–107 (OT)                              | 116-102                                   |
| Brooklyn            | 105–89                                    | 93–109                                    | 127–122                                   | 109-114                                   | Minnesota                                 | 105-100                                   | 113-99                                    |
| New York            | 118–108                                   | 106-89                                    | 95–90 (OT)                                | 98-103                                    | Oklahoma City                             | 100–88                                    | 104-108                                   |
| Philadelphie        | 120–88                                    | 100–84                                    | 91–86                                     | 114-103                                   | Portland                                  | 97-113                                    | 97–102 (OT)                               |
|                     |                                           |                                           |                                           |                                           | Utah                                      | 111–93                                    | 123–104                                   |
|                     | 6–2                                       | 6–2                                       | 5–3                                       | 5–3                                       |                                           | 4–1                                       | 3–2                                       |
| Division            | 11–5                                      | 11–5                                      | 11–5                                      | 11–5                                      | Division                                  | 7–3                                       | 7–3                                       |
| Division Centrale   | Division Centrale                         | Division Centrale                         | Division Centrale                         | Division Centrale                         | Division Pacifique                        | Division Pacifique                        | Division Pacifique                        |
| Équipe              | Domicile                                  | Domicile                                  | Extérieur                                 | Extérieur                                 | Équipe                                    | Domicile                                  | Extérieur                                 |
| Chicago             | 93–100                                    | 103-116                                   | 120–129                                   | 92-108                                    | Golden State                              | 89-113                                    | 105–126                                   |
| Cleveland           | 91–105                                    | 112-120                                   | 110–93                                    | 101–105                                   | L.A. Clippers                             | 123-107                                   | 110–98                                    |
| Detroit             | 111–114                                   | 114–110                                   | 110–100                                   | 104-108                                   | L.A. Lakers                               | 94-83                                     | 122–129 (OT)                              |
| Indiana             | 106–94                                    |                                           | 104–91                                    | 117-98                                    | Phoenix                                   | 104–100                                   | 109–125                                   |
| Milwaukee           | 124–82                                    | 75–82                                     | 92–89                                     |                                           | Sacramento                                | 119-102                                   | 117–109                                   |
|                     | 3–6                                       | 3–6                                       | 5–4                                       | 5–4                                       |                                           | 4–1                                       | 2–3                                       |
| Division            | 8–10                                      | 8–10                                      | 8–10                                      | 8–10                                      | Division                                  | 6–4                                       | 6–4                                       |
| Division Sud-Est    | Division Sud-Est                          | Division Sud-Est                          | Division Sud-Est                          | Division Sud-Est                          | Division Sud-Ouest                        | Division Sud-Ouest                        | Division Sud-Ouest                        |
| Équipe              | Domicile                                  | Domicile                                  | Extérieur                                 | Extérieur                                 | Équipe                                    | Domicile                                  | Extérieur                                 |
| Atlanta             | 109–102                                   | 89–110                                    | 126-115                                   | 105-80                                    | Dallas                                    | 102–106                                   | 92-99                                     |
| Charlotte           | 95–103                                    | 92-87                                     | 94–103                                    | 92-74                                     | Houston                                   | 99-96                                     | 76-98                                     |
| Miami               | 102–92                                    |                                           | 102–107                                   | 107-104                                   | Memphis                                   | 96–92                                     | 86–92                                     |
| Orlando             | 104-100                                   | 95–82                                     | 108–95                                    | 101-99                                    | New Orleans                               | 93-95                                     | 97-100                                    |
| Washington          | 103-84                                    | 95-93                                     | 120-116 (OT)                              |                                           | San Antonio                               | 87-82                                     | 107-117                                   |
|                     | 7–2                                       | 7–2                                       | 7–2                                       | 7–2                                       |                                           | 3–2                                       | 0–5                                       |
| Division            | 14–4                                      | 14–4                                      | 14–4                                      | 14–4                                      | Division                                  | 3–7                                       | 3–7                                       |
| Conférence          | 33–19 (Domicile: 16–10; Extérieur: 17–9)  | 33–19 (Domicile: 16–10; Extérieur: 17–9)  | 33–19 (Domicile: 16–10; Extérieur: 17–9)  | 33–19 (Domicile: 16–10; Extérieur: 17–9)  | Conférence                                | 16–14 (Domicile: 11–4; Extérieur: 5–10)   | 16–14 (Domicile: 11–4; Extérieur: 5–10)   |
| Total               | 49–33 (Domicile: 27–14; Extérieur: 22–19) | 49–33 (Domicile: 27–14; Extérieur: 22–19) | 49–33 (Domicile: 27–14; Extérieur: 22–19) | 49–33 (Domicile: 27–14; Extérieur: 22–19) | 49–33 (Domicile: 27–14; Extérieur: 22–19) | 49–33 (Domicile: 27–14; Extérieur: 22–19) | 49–33 (Domicile: 27–14; Extérieur: 22–19) |

## Playoffs

### Premier tour

#### (4)Raptors de Torontovs.Wizards de Washington(5)
| 18 avril 2015 12:30 EDT | (en) Boxscore | Wizards de Washington 93, Raptors de Toronto 86               | Wizards de Washington 93, Raptors de Toronto 86 | Wizards de Washington 93, Raptors de Toronto 86  | OT | Centre Air Canada, Toronto Affluence : 19 800 Arbitres : no 13 Monty McCutchen no 9 Derrick Stafford no 58 Josh Tiven | ESPN |
| 18 avril 2015 12:30 EDT | (en) Boxscore | Score par quart-temps : 19-23, 27-19, 19-14, 17-26, OT : 11-4 |                                                 |                                                  | OT | Centre Air Canada, Toronto Affluence : 19 800 Arbitres : no 13 Monty McCutchen no 9 Derrick Stafford no 58 Josh Tiven | ESPN |
| 18 avril 2015 12:30 EDT | (en) Boxscore | Score par mi-temps : 46-42, 36-40                             |                                                 |                                                  | OT | Centre Air Canada, Toronto Affluence : 19 800 Arbitres : no 13 Monty McCutchen no 9 Derrick Stafford no 58 Josh Tiven | ESPN |
| 18 avril 2015 12:30 EDT | (en) Boxscore | Paul Pierce 20 Nenê 13 John Wall 8                            | Points Rebonds Passes d.                        | Amir Johnson 18 DeMar DeRozan 11 DeMar DeRozan 6 | OT | Centre Air Canada, Toronto Affluence : 19 800 Arbitres : no 13 Monty McCutchen no 9 Derrick Stafford no 58 Josh Tiven | ESPN |

| 21 avril 2015 20:00 EDT | (en) Boxscore | Wizards de Washington 117, Raptors de Toronto 106  | Wizards de Washington 117, Raptors de Toronto 106 | Wizards de Washington 117, Raptors de Toronto 106         |  | Centre Air Canada, Toronto Affluence : 19 800 Arbitres : no 48 Scott Foster no 55 Bill Kennedy no 61 Courtney Kirkland | NBA TV |
| 21 avril 2015 20:00 EDT | (en) Boxscore | Score par quart-temps : 26-31, 34-18, 37-26, 20-31 |                                                   |                                                           |  | Centre Air Canada, Toronto Affluence : 19 800 Arbitres : no 48 Scott Foster no 55 Bill Kennedy no 61 Courtney Kirkland | NBA TV |
| 21 avril 2015 20:00 EDT | (en) Boxscore | Score par mi-temps : 60-49, 57-57                  |                                                   |                                                           |  | Centre Air Canada, Toronto Affluence : 19 800 Arbitres : no 48 Scott Foster no 55 Bill Kennedy no 61 Courtney Kirkland | NBA TV |
| 21 avril 2015 20:00 EDT | (en) Boxscore | Bradley Beal 28 Nenê, Porter 9 John Wall 17        | Points Rebonds Passes d.                          | DeRozan, Williams 20 Jonas Valančiūnas 10 DeMar DeRozan 7 |  | Centre Air Canada, Toronto Affluence : 19 800 Arbitres : no 48 Scott Foster no 55 Bill Kennedy no 61 Courtney Kirkland | NBA TV |

| 24 avril 2015 20:00 EDT | (en) Boxscore | Raptors de Toronto 99, Wizards de Washington 106   | Raptors de Toronto 99, Wizards de Washington 106 | Raptors de Toronto 99, Wizards de Washington 106 |  | Verizon Center, Washington Affluence : 20 356 Arbitres : no 25 Tony Brothers no 33 Sean Corbin no 30 John Goble | ESPN 2 |
| 24 avril 2015 20:00 EDT | (en) Boxscore | Score par quart-temps : 35-33, 13-21, 22-18, 29-34 |                                                  |                                                  |  | Verizon Center, Washington Affluence : 20 356 Arbitres : no 25 Tony Brothers no 33 Sean Corbin no 30 John Goble | ESPN 2 |
| 24 avril 2015 20:00 EDT | (en) Boxscore | Score par mi-temps : 48-54, 51-52                  |                                                  |                                                  |  | Verizon Center, Washington Affluence : 20 356 Arbitres : no 25 Tony Brothers no 33 Sean Corbin no 30 John Goble | ESPN 2 |
| 24 avril 2015 20:00 EDT | (en) Boxscore | DeMar DeRozan 32 Amir Johnson 12 Kyle Lowry 7      | Points Rebonds Passes d.                         | Marcin Gortat 24 Marcin Gortat 13 John Wall 15   |  | Verizon Center, Washington Affluence : 20 356 Arbitres : no 25 Tony Brothers no 33 Sean Corbin no 30 John Goble | ESPN 2 |

| 26 avril 2015 19:00 EDT | (en) Boxscore | Raptors de Toronto 94, Wizards de Washington 125   | Raptors de Toronto 94, Wizards de Washington 125 | Raptors de Toronto 94, Wizards de Washington 125 |  | Verizon Center, Washington Affluence : 20 356 Arbitres : no 41 Ken Mauer no 45 Brian Forte no 14 Ed Malloy | TNT |
| 26 avril 2015 19:00 EDT | (en) Boxscore | Score par quart-temps : 22-36, 28-30, 20-36, 24-23 |                                                  |                                                  |  | Verizon Center, Washington Affluence : 20 356 Arbitres : no 41 Ken Mauer no 45 Brian Forte no 14 Ed Malloy | TNT |
| 26 avril 2015 19:00 EDT | (en) Boxscore | Score par mi-temps : 50-66, 48-59                  |                                                  |                                                  |  | Verizon Center, Washington Affluence : 20 356 Arbitres : no 41 Ken Mauer no 45 Brian Forte no 14 Ed Malloy | TNT |
| 26 avril 2015 19:00 EDT | (en) Boxscore | Kyle Lowry 21 Jonas Valančiūnas 9 3 joueurs 4      | Points Rebonds Passes d.                         | Bradley Beal 23 Marcin Gortat 11 John Wall 10    |  | Verizon Center, Washington Affluence : 20 356 Arbitres : no 41 Ken Mauer no 45 Brian Forte no 14 Ed Malloy | TNT |
| 26 avril 2015 19:00 EDT | (en) Boxscore | Washington remporte la série 4 à 0.                |                                                  |                                                  |  | Verizon Center, Washington Affluence : 20 356 Arbitres : no 41 Ken Mauer no 45 Brian Forte no 14 Ed Malloy | TNT |

Matchs de saison régulière
Toronto gagne la série 3 à 0.
| 7 novembre 2014 | Rapport | Wizards de Washington 84, Raptors de Toronto 103 | Wizards de Washington 84, Raptors de Toronto 103 | Wizards de Washington 84, Raptors de Toronto 103 |  | Centre Air Canada, Toronto |

| 31 janvier 2015 | Rapport | Raptors de Toronto 120, Wizards de Washington 116 (OT) | Raptors de Toronto 120, Wizards de Washington 116 (OT) | Raptors de Toronto 120, Wizards de Washington 116 (OT) |  | Verizon Center, Washington |

| 11 février 2015 | Rapport | Wizards de Washington 93, Raptors de Toronto 95 | Wizards de Washington 93, Raptors de Toronto 95 | Wizards de Washington 93, Raptors de Toronto 95 |  | Centre Air Canada, Toronto |

C'est la première fois que ces deux équipes se rencontrent en Playoffs.

## Effectif actuel
| Raptors de Toronto Effectif actuel                                   |    |                        |                    |                   |
| Entraîneur : Dwane Casey                                             |    |                        |                    |                   |
| Ailier                                                               | 5  | Drapeau du Brésil      | Bruno Caboclo (R)  | Brésil            |
| Arrière, Ailier                                                      | 10 | Drapeau des États-Unis | DeMar DeRozan (C)  | USC               |
| Arrière, Ailier                                                      | 2  | Drapeau des États-Unis | Landry Fields      | Stanford          |
| Ailier fort, Pivot                                                   | 50 | Drapeau des États-Unis | Tyler Hansbrough   | North Carolina    |
| Pivot                                                                | 44 | Drapeau des États-Unis | Chuck Hayes        | Kentucky          |
| Ailier fort, Pivot                                                   | 15 | Drapeau des États-Unis | Amir Johnson       | Californie        |
| Ailier                                                               | 3  | Drapeau des États-Unis | James Johnson      | Wake Forest       |
| Meneur                                                               | 7  | Drapeau des États-Unis | Kyle Lowry         | Villanova         |
| Pivot                                                                | 92 | Drapeau du Brésil      | Lucas Nogueira (R) | Brésil            |
| Ailier fort                                                          | 54 | Drapeau des États-Unis | Patrick Patterson  | Kentucky          |
| Ailier                                                               | 31 | Drapeau des États-Unis | Terrence Ross      | Washington        |
| Pivot                                                                | 34 | Drapeau des États-Unis | Greg Stiemsma      | Wisconsin         |
| Pivot                                                                | 17 | Drapeau de la Lituanie | Jonas Valančiūnas  | Lituanie          |
| Meneur                                                               | 21 | Drapeau du Venezuela   | Greivis Vásquez    | Maryland          |
| Meneur                                                               | 23 | Drapeau des États-Unis | Louis Williams     | South Gwinnett HS |
| (C) - Capitaine (AL) - Agent libre (R) - Rookie (ou Recrue) - Blessé |    |                        |                    |                   |

## Contrats et salaires 2014-2015
| Joueur            | Poste | Âge | Salaire      | Fin du contrat |
| ----------------- | ----- | --- | ------------ | -------------- |
| Bruno Caboclo     | SF    | 19  | 1 458 360 $  | 2016 (T)       |
| DeMar DeRozan     | SG    | 25  | 10 100 000 $ | 2017 (UFA)     |
| Landry Fields     | SG    | 26  | 6 250 000 $  | 2015 (UFA)     |
| Tyler Hansbrough  | PF    | 29  | 3 326 235 $  | 2015 (UFA)     |
| Chuck Hayes       | C     | 31  | 5 958 750 $  | 2015 (UFA)     |
| Amir Johnson      | PF    | 27  | 7 000 000 $  | 2015 (UFA)     |
| James Johnson     | PF    | 27  | 2 500 000 $  | 2016 (UFA)     |
| Kyle Lowry        | PG    | 28  | 12 000 000 $ | 2017 (P)       |
| Lucas Nogueira    | C     | 22  | 1 762 680 $  | 2016 (T)       |
| Patrick Patterson | PF    | 25  | 5 831 326 $  | 2017 (UFA)     |
| Terrence Ross     | SF    | 23  | 2 793 960 $  | 2016 (RFA)     |
| Greg Stiemsma     | C     | 29  | 915 243 $    | 2015 (UFA)     |
| Jonas Valančiūnas | C     | 22  | 3 678 360 $  | 2016 (RFA)     |
| Greivis Vásquez   | PG    | 27  | 6 400 000 $  | 2016 (UFA)     |
| Louis Williams    | SG    | 28  | 5 450 000 $  | 2015 (UFA)     |

- (UFA) = Le joueur est libre de signer ou il veut à la fin de la saison.
- (RFA) = Le joueur peut signer un contrat avec l’équipe de son choix, mais son équipe de départ a le droit de s’aligner sur n’importe quelle offre qui lui sera faite.
- (P) =  Le joueur décide de rester une saison supplémentaire avec son équipe ou pas. S'il décide de ne pas rester, il devient agent libre.
- (T) =  L'équipe décide de conserver (ou non) son joueur pour une saison supplémentaire. Si elle ne le garde pas, il devient agent libre.
- 2015 = Joueurs qui peuvent quitter le club à la fin de cette saison.

## Transferts

### Échanges
| Juin            | Juin                                                                 | Juin                                                                  | Juin                   |
| --------------- | -------------------------------------------------------------------- | --------------------------------------------------------------------- | ---------------------- |
| 30 juin 2014    | Échange à deux équipes                                               | Échange à deux équipes                                                | Échange à deux équipes |
| 30 juin 2014    | Vers Raptors de Toronto - Louis Williams - Droits sur Lucas Nogueira | Vers Hawks d'Atlanta - John Salmons - Choix de second tour draft 2015 | [ 3 ]                  |
| Juillet         |                                                                      |                                                                       |                        |
| 10 juillet 2014 | Échange à deux équipes                                               | Échange à deux équipes                                                | Échange à deux équipes |
| 10 juillet 2014 | Vers Jazz de l'Utah - Steve Novak - Choix de second tour draft 2017  | Vers Raptors de Toronto - Diante Garrett                              | [ 4 ]                  |

## Free agents (Agents libres)

### Free agents qui resignent
| Date       | Joueur            | Nouveau contrat                              | Fin du contrat | Référence |
| ---------- | ----------------- | -------------------------------------------- | -------------- | --------- |
| 10 juillet | Kyle Lowry        | Resigne un contrat de 48 000 000 $ sur 4 ans | 2018           | [ 5 ]     |
| 12 juillet | Patrick Patterson | Resigne un contrat de 18 150 000 $ sur 3 ans | 2017           | [ 6 ]     |
| 17 juillet | Greivis Vásquez   | Resigne un contrat de 13 000 000 $ sur 2 ans | 2016           | [ 7 ]     |

### Arrivés
Apparaissent seulement les joueurs ayant commencé le calendrier de la saison régulière avec l'équipe (28 octobre 2014) et les joueurs signés en cours d'année.
| Date        | Joueur         | Contrat                                                                          | Provenance                                                      | Référence |
| ----------- | -------------- | -------------------------------------------------------------------------------- | --------------------------------------------------------------- | --------- |
| 9 juillet   | Bruno Caboclo  | Contrat de 2 980 000 $ sur 2 ans (Option d'équipe pour les saisons 2016 et 2017) | Esporte Clube Pinheiros (Brésil) (Choix no 20 de la Draft 2014) | [ 8 ]     |
| 17 juillet  | James Johnson  | Contrat de 5 000 000 $ sur 2 ans                                                 | Grizzlies de Memphis                                            | [ 9 ]     |
| 30 juillet  | Lucas Nogueira | Contrat de 3 600 000 $ sur 3 ans (Option d'équipe pour les saisons 2016 et 2017) | Hawks d'Atlanta                                                 | [ 10 ]    |
| 3 septembre | Greg Stiemsma  | Contrat de 981 000 $ sur 1 an                                                    | Pelicans de La Nouvelle-Orléans                                 | [ 11 ]    |

### Départs
| Date       | Joueur        | Raison départ                       | Vers ¹                          | Référence |
| ---------- | ------------- | ----------------------------------- | ------------------------------- | --------- |
| 7 juillet  | Julyan Stone  | Résiliation                         | Reyer Maschile Venezia (Italie) | [ 12 ]    |
| 9 juillet  | Nando de Colo | Agent Libre restreint, non concervé | CSKA Moscou (Russie)            | [ 13 ]    |
| 19 juillet | Dwight Buycks | Résiliation                         | Valencia CB (Espagne)           | [ 14 ]    |

¹ Il s'agit de l’équipe pour laquelle le joueur a signé après son départ, il a pu entre-temps changer d'équipe ou encore de pays.

## Récompenses
| Date         | Joueur         | récompense                                                                      | Référence |
| ------------ | -------------- | ------------------------------------------------------------------------------- | --------- |
| 24 novembre  | Louis Williams | Joueur de la semaine dans la conférence Est (Semaine du 17 au 23 novembre 2014) | [ 15 ]    |
| 1er décembre | Dwane Casey    | Entraîneur du mois de novembre dans la conférence Est                           | [ 16 ]    |
| 8 décembre   | Kyle Lowry     | Joueur de la semaine dans la conférence Est (Semaine du 1er au 7 décembre 2014) | [ 17 ]    |
| 5 janvier    | Kyle Lowry     | Joueur du mois de décembre dans la conférence Est                               | [ 18 ]    |
| 17 avril     | DeMar DeRozan  | Joueur du mois d'avril dans la conférence Est                                   | [ 19 ]    |
| 20 avril     | Louis Williams | Meilleur sixième homme                                                          | [ 20 ]    |